# José Miró Cardona
José Miró Cardona (L'Avana, 22 agosto 1902 – San Juan, 10 agosto 1974) è stato un diplomatico e politico cubano, primo ministro di Cuba per sei settimane nel 1959 nel governo provvisorio del presidente Manuel Urrutia Lleó nominato dal dittatore Fulgencio Batista, ma in seguito agli eventi della Rivoluzione cubana si dimise e fu sostituito da Fidel Castro che da allora assunse il potere definitivo.
| Controllo di autorità | VIAF (EN) 68082912 · LCCN (EN) n90609569 |